# 結界師の登場人物
結界師の登場人物（けっかいしのとうじょうじんぶつ）は、田辺イエロウの漫画作品およびそれを原作としたアニメに登場する架空の人物の一覧。

## 間流結界師関係者

### 墨村家
正統継承者は右手の平に方印が出る。通字として代々「守」が受け継がれている。

#### 現代
墨村 良守（すみむら よしもり）
声 - 吉野裕行・幼少時代：白石涼子
本作品の主人公。墨村家22代目。現在私立烏森学園中等部3年。14歳〔正統継承者〕。
趣味はお菓子作り、好物はコーヒー牛乳。いつも学校では給食以外居眠りしていた。特に物語序盤は感情的な言動が多く、精神的にも年齢相応に幼い場面が目立つが、物語が進むにつれ術者としても人間的にも大きく成長を遂げていく事になる。
幼少時のある出来事が強いトラウマになっており、自分の周りの者が傷つくのを極度に嫌う。後に黒芒楼の襲来により、目の前で志々尾を失ってからは特にこの傾向が強くなり、自身の身を顧みず無茶な行動に出ることが度々ある。
歴代の正統後継者の中でも飛びぬけて強く才能にも恵まれており、烏森の影響を受け烏森に愛されていると比喩されるが、当の本人はその自覚がなく、不用意な発言により兄弟や閃を傷付けることもある。
術者としては時音とは対照的でテクニックは低いが、それを補って余りあるパワーと瞬発力を持っている。
扇七郎曰く「数段飛ばして成長するタイプ」、奥久尼曰く「おそろしく純粋」。
墨村 繁守（すみむら しげもり）
声 - 多田野曜平
良守の祖父。墨村家21代目当主。68歳〔正統継承者〕。雪村時子にこそ劣るものの強力な術者。好物はだし巻き卵。座右の銘は「努璃意夢（どりいむ）」。白尾から「シゲ坊」と呼ばれている。
頑固で口やかましい性格。結界師としてかなりの実力者だが技を見るにパワータイプであり、良守は繁守のタイプを引き継いでいる模様である。
現在、時子との仲は悪いが、若いころは時子と共に烏森を守っていたこともあり、良守が目指す道を既に通ってきた様子がうかがえる。また、時子のことを本当に嫌っているわけではなく、一人で抱え込むタイプの時子を気遣ったり、もしものときは共闘する姿勢を見せている。
旧友である松戸は繁守に「かなわぬ恋ほど美しいものはないのさ。そして男は未練がましい生き物だ。それは君の方がよくわかってるんじゃないのかい？」と述べており、これに対し繁守も特に否定していない（ただしこのやりとりが時子に関するものか否かは明らかでない）。
正統継承者の自覚が無い良守に手を焼いているが、墨村・雪村の垣根を越え次の世代のことを考えることや、正統継承者ではない守美子、正守の動向に気を揉むなど家系や使命を超えた気遣いが多いなど、言動とは裏腹に老練の域に達している管理者タイプ。
良守の無想の修行が最終段階に入った時、縞野から良守は繁守の手の届かなかった領域に達するという説明から繁守は極限無想を習得していない可能性が高い。
書道が趣味で度々作中でその腕を見せており、作者によれば墨村家の収入の一つとなっているらしい。
墨村 正守（すみむら まさもり）
声 - 宮内敦士
21歳。良守の兄。詳細は十二人会を参照。
墨村 利守（すみむら としもり）
声 - 川庄美雪
良守の弟。三影小学校3年1組（後に4年生）。9歳。見習い結界術師。図書委員を務めており愛称は「トショ」。ピーマンが苦手。
真面目なしっかり者。有能な兄たちに少々コンプレックスを覚えているが、修行はしている模様。
墨村 守美子（すみむら すみこ）
声 - 金野恵子
良守の母で繁守の娘。作中最強の異能者。全国各地を放浪しているが、素性に謎が多い。繁守曰く「放蕩娘」。
正当継承者にはなれなかったものの結界師としての能力は極めて高く、土地神クラスの龍を容易く手玉に取るほど。その技量は開祖である間時守をして「次元の違う術者」と言わしめ、歴代でも相当に強力な術者に成長した良守ですら「無想を使ったとて足元にも及ばない」との事。
一方で他者の感情の機微に極めて疎く、人間らしい情緒に乏しい。当人もこれを自覚しており、「人として大切な基準になるようなものを持っていない」と自らを評している。
ただし、昔から家事の類も不得意であり、我が子に対し母親らしい事をしてやれなかった事については彼女なりに思い悩んでおり、決して無感情という訳ではない模様。後述する烏森封印に協力していたのも、家族を始めとした周りの人間を烏森に纏わるしがらみから解放するためであり、後に式神を通じて夫に残した伝言では「せめて人のためになる事をしたかった」と語っている。
作者によれば彼女は時々墨村家の口座にかなりの額のお金を振り込むことがあるらしく、実は墨村家の家計を支えている。
真白湖に行ったことがあるようで、そのため裏会の調査室からは神佑地狩りの疑いをかけられている。またその理由の一つとして、かつて暴れている土地神を抑えるという仕事で神殺しを行ったことがあり（土地神には世継ぎがおり、土地神の世代交代の一環だったとも言える）、その後放浪するようになったらしい。
当初から存在は語られていたものの、本格的に登場したのは物語終盤。烏森を覇久魔で完全に封印するため、自身の7割程度の記憶・能力を有する式神を送り、良守と共に宙心丸を連れ出した。最終的には覇久魔の地で発動された良守の真界の中に残り、内側から真界を完全に閉じて封印を完遂。代償として自身は真界から二度と外に出られなくなったため、最後に式神を残して夫への感謝の言葉を伝えた。
墨村 修史（すみむら しゅうじ）
声 - 村治学
良守の父。松戸平介の元助手で墨村家に婿入りした主夫だが、その傍ら売れない小説家をしている。
穏やかで世話好きな性格だが、怒ると非常に怖い。フリル付きのエプロンを愛用している。舅の繁守からは「修史さん」と呼ばれ、家事全般を請け負っており、料理の腕は素晴らしく沢山の料理を作った際には「フンス」と鼻息が強くなる。
繁守と時子のいざこざにいつも悩まされている苦労人。霊感こそ皆無であるが、魔除けの作成・使用は可能。

#### 墨村家の関係者
斑尾（まだらお）
声 - 大西健晴
約500歳の墨村家付きの妖犬。生前の名は「銀露（ぎんろ）」。
気分屋だが、面倒見は良い。嗅覚で妖の位置を探るのが得意。オネエである（作者によれば妖犬なのでどっちでもいいとのこと）。鹿の生肉が好物。
普段は普通の妖犬だが、本体は墨村家の家にある石にあり、紫色の数珠の首輪を外すことで本来の姿を取り戻す事が可能で、本来の姿は巨大な姿の妖犬で尾に強力な毒を持つ妖毒使い。
生きていたころは鋼夜と2匹で山に棲んでいたが、山を人間に荒らされた結果餓死してしまう。その後、成仏できずに相棒の鋼夜とともにその山を彷徨っていたが、間時守と出会い一目ぼれし、墨村家に仕えるようになった。
縞野（しまの）
無想部屋の番人で縞々模様の普通の大きさの猫の姿だが猫又のように尾は二つに分かれ、木札の鍵をつけた首輪をしている。一人称は「小生」。
本来の役割は下地ができた段階でその者が極限無想へ至る資質があるか見定めることで無想にも入れていない状態で現れることはないが、良守の場合は烏森が覚醒しかかっているこの時期に呼応してかなり早い段階から現れた。
かつて間時守の能力によって従わされた妖であり、その時は人の数倍もの大きさだった。
電撃針（でんげきはり）という、二本の尾の先の毛を尖らせて、相手のこめかみに刺して、電撃を見舞っており、無想部屋で修行している墨村の者には精神の治療として用いている。

### 雪村家
正統継承者は左胸に方印が出る。通字として代々「時」が受け継がれている。
雪村 時音（ゆきむら ときね）
声 - 斉藤梨絵
本作品のヒロイン。雪村家22代目（予定）。現在烏森学園高等部2年。16歳〔正統継承者〕。
成績優秀の優等生。髪がかなり長く、一箇所にまとめて結っている。容姿端麗のため男子からの人気が高い。良守からも好意を寄せられているものの、色恋沙汰に疎いのか気付いてる様子はない。祖母譲りか意外と胸が大きく、閃曰く「外見より胸がある」。ゴキブリが大の苦手であるが、他の昆虫は割と平気である。好物はチーズケーキ。
なお、シュークリームを作ると黒い物体に仕上がったり、チーズケーキを作れるか不安そうにしていることから、料理（少なくともお菓子作り）は不得手らしき描写がある。
結界師であることを隠すための誤魔化し方から、まどかには「意外にふしぎちゃん」と思われている。閃からは「短パン女」と呼ばれることも。
幼いころから結界師の仕事に誇りを持っている。11歳のときに良守を庇って右腕に傷を負い、今なお当時の傷が残っている。この事が切っ掛けで良守が他者が傷つくことを極端に忌避するようになった事にも後に気付いており、彼女なりに責任を感じている模様。
結界術のパワーや持久力では良守に及ばないものの、力の精密操作・制御に長ける。当初はパワー面の不足を補う為、正守の技を参考に多重結界を習得するも、祖母の時子から「あなた向きの術ではない」と指摘を受けた結果、細い棒状の結界で敵を貫くという戦法を編み出し、戦闘時はこれを主に使用するようになった。
その他、他人の術の把握・同調といった面に才能を見せており、特に物語後半は（単純な戦闘能力では良守の成長に伴い大きく水をあけられた事もあってか）こちらの「波同」の術を磨いていくことになる。また、空間に関する知覚力も鋭敏であり、閃が心を読むときにそれを感知できる。
責任感が強く、年長ということもあって、後先考えずに行動しがちな良守の手綱役を務めており、ビンタや念糸での拘束など実力行使に及ぶことも辞さない（限も加わってからは結界で殴打なんて事もしている）。普段は冷静で状況判断能力に長けているが、1人の時は良守にひけをとらないくらい無茶な行動をとる。また、非常に気が強く勝気で、怒らせた相手には容赦がない。その怒ったときの理不尽なまでの暴力から、良守にはしばしば「鬼」だと恐れられている。
良守への認識は「弟のようなもの」と言っているが、自分でもよく分からないらしい。だが、その愚直なまでの純粋さや、時に敵である妖にすら向けられる彼の優しさについては物語当初から好ましく思っており、「そういうとこはあんまり変わってほしくない」と独白している。
そんな良守のことを生まれた時から知っていて、叱ることが多かったせいか素直になれず、本人もそれを自覚している。そのため当初は良守に対して素っ気ない態度を取ることが多かったが、物語が進むにつれそのような描写は減っていった。幼い時は良守ととても仲が良く、花火を持ってきて遊んだことも。
箱使いが烏森に現れた際には、単独で空間のすり抜けを会得した。緋田郷の主が烏森に出現した際良守と閃が窮地に陥り、やむを得ず土地神殺しの禁を犯してしまう。その咎めを受け夕上や夜城によって断頭島に連れて行かれてしまうが、夕上と良守の協力もあり、断頭島から脱出することが出来た。夕上に諭され、少しずつではあるが良守を頼りにするようにしている。
その後は烏森の覚醒に備え、波同の修行を始めて波同の修行を完成させ、夕上の協力を得て覇久魔の異界に潜入。波同最終奥義、空身を使用しつつまほら様に説得を試み、失敗して溶かされてしまうが、"眺める者"によって再生した。
全てが終わった後、数学教師になる夢を良守に語ったが、彼の「城を建てたい」夢に協力したい思いもあるらしい。
雪村 時子（ゆきむら ときこ）
声 - 田中真弓
時音の祖母。雪村家21代目当主。70歳〔正統継承者〕。兄がいる（正統継承者ではない模様）。
小柄な見た目上わかりにくい＆寄る年波はあるが巨乳の持ち主であり、孫の時音より大きいと思われ、作中ではウロ様が良守に時子の事を伝える際に胸の大きさを身振りで表していた。
力・技術を兼ね備えた強力な術者（正守の調べでは「繁守よりも烏森の影響を強く受けている」とのこと）。
当主としては実務者タイプ。性格はマイペースではあるが責任感は非常に強く、何事も独りで背負い込んでしまう傾向がある。時音同様、ゴキブリが大の苦手。
若いころは理性を失うと、無意識に空間のひずみを形成し、その中に自ら落ちて行方を晦ましている時もあったらしい（閃曰く「暴走キャラ」）。
墨村家を好んでいないものの、窮地の際はアドバイスを送ることもある。
雪村 静江（ゆきむら しずえ）
声 - 百々麻子
時音の母。ごく普通の専業主婦。天然パーマが特徴。修史同様、一般人故に霊感はない模様。
温厚な性格で墨村家とも親しく接しているが、実はゴキブリ退治が得意（キャラブックでスペシャリストと書かれるほど）で、時音によると潰した時に中身が出ない絶妙な威力で潰すらしい。
雪村 時雄（ゆきむら ときお）
声 - 横堀悦夫
時音の父、時子の息子。正統継承者ではなく実力もあまり高くなかった模様。
お人好しで穏やかな性格。時音が幼いころ、烏森守護の任務中に受けた傷により重傷を負い、守美子に家まで運ばれるもすぐに亡くなった。時音に「奴らに隙を見せるな」と言い遺す（この「奴ら」が何を指しているのかは不明）。
なお、作者の田辺は知人に「なぜこの父親があの母親と結婚したのか」とツッコまれたらしい。
時子の兄
雪村時子の兄で、時音の大伯父にあたるが、正統継承者ではない模様。時子の口から1コマのみ登場している。
白尾（はくび）
声 - 石井正則
約400歳の雪村家付きの女好きな妖犬。首輪は緑色の数珠。斑尾同様に嗅覚で妖の位置を探るのが得意だが自慢の鼻を争う為に斑尾とは仲が悪い。
生前は間時守に飼われており「二匹でこの地を守れ」という主人の言葉を今も守る忠犬。
あだ名を付けるのが好きで時音のことを「ハニー（幼少期はリトル・ガール）」と呼ぶ。
なお、斑尾が真の姿を現した際に時音に「あんたも（数珠を外したら）あんなのになるの!?」と問われた際には「さあな」と答えている。
三毛野（みけの）
波同部屋の番人。雌猫姿で尻尾は一本だがとても長い。
時音を「真の抜け師」にするべく修行をさせる。なお彼女によれば最強ランクの結界師は抜け師らしい。

### その他
間 時守 （はざま ときもり）
声 - 山野井仁
本作品の狂言回しにして全ての張本人。間流結界術の開祖にして、400年以上前に実在した凄腕術者。
幼少期、持って生まれた高い異能により周囲から孤立。やがて力を高めるにつれて暗がりに身を落としていったが、月影との出会いにより踏みとどまれた。しかし、月影が身篭ったことで二人の仲が引き裂かれ、復讐として生まれてくる我が子に秘術・禁術を施すが、月影の死を通して自分の愚かさに気付かされ、宙心丸が安らかに眠れる場所を探すことになる。そして、烏森の地に宙心丸を封印するが、不完全だった。
そこから急ごしらえで墨村・雪村を見張りにつける事になり、長きにわたる両家の確執を生むことになった。
逢海兄弟ともそれぞれの性格を熟知しているほど面識があり、彼らの裏会創設にも手を貸している。
すでに亡くなったかと思われていたが、宙心丸の守りをする墨村良守、守美子（の式神）の前に姿を現わした。この際は白髪の中年男性といった容姿であるが、すでに肉体を失っている（七郎曰く「霊体といより、意識体のような状態」）。そのため自在に服装を変えたり、何の術も使わず空に浮かんだり出来る。なお、実際にはすでに小さな結界すら作れないほどに力が衰えており、宙心丸への未練だけでこの世に残っている。
良守に「真界」を完成させて新たな異界を作らせ、良守の存在と引き換えに実の息子・宙心丸を完全封印させるために、良守の修行を行う。
覇久魔の地で宙心丸が真界に封印された後、良守によって「宙心丸のそばにいてやれ」という言葉と共に真界内でのみの実体と僅かな力を与えられた。
九門（くもん）
蜥蜴のような顔・ライオンのような長いたてがみ・猿のような体の妖。
本来の姿の状態では、空間に自在に扉（名前の通り、最大9つ出現可能）を出現させてそれらを繋げることで空間移動が出来る（しぐまには「どこでもドア」と形容された）。
真の姿は常人の数倍の巨大な体躯だが、斑尾や白尾と同様に首輪をつけることで人形のようなサイズとなる（この状態で上記の能力が使えるのかは不明）。
黒曜（こくよう）
黒い龍。かなり位の高い妖である。月のない夜が好きらしい。
宙心丸（ちゅうしんまる）
本作品のキーパーソン。時守に封印された魂蔵持ちの少年。
小さな子供の容姿だが四百年以上生きており、肉体を持たない（時の停止した異界に封印されているため）。
烏森家の姫・月影と時守との間に生まれたが、自分を認めない世界への復讐とこの世の全てを生まれてくる子供に捧げようとした時守の手によって神祐地の力を利用した秘術（もしくは禁術）を施され、この世の全てをひっくり返すほど莫大な土地の力を得た上で誕生した。
善悪の区別のない無邪気な性格で、退屈を何よりも嫌う。そのため墨村、雪村の者のうち、資質のある者を「共鳴者」＝正当継承者として選定、さらにそのうち自身がより「面白そう」とみなした者（例．時子、良守）に好んで力を分け与え、より強い結界師として仕立て上げている。彼らの中でも良守を飛びぬけて気に入っており、最大の「共鳴者」として多く力を与えている。一方で時守については、隠し事が多いことは良く思っていないが、生まれてから傍で自分を見守ってくれた彼を父とは知らないながらも慕っている。
封印される前は、そこに存在するだけで有機物、無機物を問わず、結界などで守る術がなければ何であろうと瞬時にその命を奪い取り、妖には器が耐えきれず消滅させてしまうほどの力を注ぎこむ存在であった。
その為、生まれてすぐにその力で烏森家を全滅させ、その後は時守によって自分の力や時守との血のつながりを知らされないまま育てられるも、成長するにつれて自身の力に自覚が芽生えるようになり、心の傷と力の成長がひどくなることを憂いた時守の手によって、時の停止した異界に閉じ込められた上で烏森に封印される事になる。
時守が宙心丸の完全封印を可能とする結界師として良守を選定したことで、守美子の手引きによって烏森から外に出され、新たにまた時の停止した玉へと暫定的に封印されたことで、斑尾らと同様の状態となって良守らと共同生活を送る。
その後まほら様に譲られた覇久魔の地に作られた良守の真界に完全封印された。真界内には城・城下町・家臣など様々なものを作ってもらい、真界から去っていく良守に満足の言葉を送った。
月影（つきかげ）
実在した烏森家の姫。病弱で体が弱い。
人の感情を映像化した形で見ることができる能力を持っていた（時守が闇に心を落としかけていながらそこから抜け出たいと思っていることを見抜いていた）。
好奇心から現れた妖に大量の妖を呼ぶよう頼んでしまっており、そのことから時守が烏森家に雇われ、やがて時守と惹かれ合い彼との間に宙心丸を身ごもるが、激怒した父に2人は引き離され、彼女は宙心丸の出産後、全生命を奪われ死亡した。

## 裏会
裏会を参照。

## 扇一族
扇 二蔵（おうぎ にぞう）
扇一族本家当主。82歳。
若いころは「風神（ふうじん）」の異名を持ち、「雷神」・竜姫と組んで暴れまわっていたが、現在は車椅子で生活を送っている。
なお、繭香からは「若いころは気の良い男だった」と言われ、竜姫からは「たまにフラッとして弱い部分があった」と言われている。
作中で当時7歳だった七郎を次期当主に指名するなど、兄弟の中でも特別に扱っていたが、決して甘やかしていたわけではなく、寧ろ常に厳しい態度で接している。後の日永の七郎に対する依頼を、扇一族当主としての最終試験ととらえており、七郎が兄らを殺害したことによりひとまず合格扱いとし、最終的に七郎に家督を譲った。
扇 一郎（おうぎ いちろう）
声 - 郷里大輔
裏会最高幹部・十二人会第八客。常に天蓋をかぶった巨漢だがその正体は「兄弟6人による集合体」。
また肉体改造を施して力を増幅させている。普段は培養液のようなものに浸かっており、術を解くと内臓のような肉片に別れ、受けた傷を1人に集中させて切り離すこともできる。
風使いとしての実力は凄まじく、広範囲に及ぶ自然現象を巻き起こしたり、正守ですら防ぎ切れない衝撃波を放つことができる。しかし、肉体改造や禁術の行使を経て裏会最高幹部に上り詰めても父の二蔵からは正統継承者に指名されず、当時7歳だった末弟の七郎が次期当主に内定してしまった。
六郎によると「（兄たち5人は）もう人間じゃない」とのこと。一郎の方も（末席である）六郎はどうでもいいような振る舞いである。なお、奥久尼には「悲しい人」と評されている。
同じ十二人会の正守を気に入っておらず、黒芒楼と手を組んだり土地神殺しの濡れ衣を正守に押し付けたりと嫌がらせを続けた末、自身の所有する別邸にて彼と戦闘になる。当初は風使いとしての強大な力で正守を追い詰めるが、式神による陽動と結界術により深手を負わされてしまい、傷を六郎に押し付けた上で分裂、逃亡した。
後日の幹部会で正守と再び相対した際は凄まじい妖気を発し、「化け物」と酷評された。最期は奥久尼が流した「神佑地狩りの方法」についての偽情報に引っかかり、他人が管理する神佑地を破壊してしまい、嵌められたのを察して風源寺に隠れていたが、七郎により5人まとめて殺害された。
扇 一郎（おうぎ いちろう）
扇一族本家長男で、表向き「扇 一郎」として活動している集合体の中核。狡猾な男。
神佑地の力を手に入れるのが目的で、烏森を奪うために裏で密かに黒芒楼との繋がりを持っていた。正守を陥れようとしたり、自分の部下をも手に掛けたり、ピンチの時には弟を身代わりにしてでも生き延びようとする。最後は七郎によって殺害された。
扇 二郎（おうぎ じろう）
扇一族本家次男。七郎によって殺害された。
扇 三郎（おうぎ さぶろう）
扇一族本家三男。七郎によって殺害された。
扇 四郎（おうぎ しろう）
扇一族本家四男。七郎によって殺害された。
扇 五郎（おうぎ ごろう）
扇一族本家五男。外出の際は左目に「五」と書かれた眼帯をしており、左目の横に六つ並んだ巴の刺青が彫られている。
性格は残忍かつ非情で土地神クラスの妖を（弱らせる必要があったとはいえ）必要以上に嬲ったり、六郎から身を案じられても無視した場面も見られた。
行正たちが妖退治に向かっている森で、そこの土地神（大熊）を痛めつけて行正たちの前に落とした。その後、その土地神と交戦している行正たちが土地神を殺したように見せかけようとしたが、突然現れた別の土地神クラスの妖（大ナマズ）にその土地神が殺されてしまう。そのため、その土地神クラスの妖を行正が1人で殺したように見えるようにじわじわその妖を傷つけた（その結果、その妖は表面上は行正が殺したことになっている）。最期は七郎によって殺害された。
扇 六郎（おうぎ ろくろう）
扇一族本家六男。24歳。顔全体を布とマスクで覆われており、さらに手足も鎧で覆われている。少年のような容姿だが正守よりも年上。
強力な術者で体を改造しており、他の兄弟と合体して「扇一郎」となれるが、実は兄弟の中では最弱。
扇一族の正統継承者ではないことに劣等感を抱いており、兄たちに切り捨てられることを恐れており、対峙した良守に対し「力は欲しくないが追い求めなければ居場所がない」と話している。
根っこの性格は優しく、一郎や七郎からは甘いと言われているが、父の二蔵は嘗て竜姫に「六郎が子供たちの中で一番性格が自分に似ている」と言っていたらしく、竜姫からも「扇の家でも苦労したでしょ」と言われている。
扇一族のため風を操ることができる。兄たちの手足として動くと決めており、神佑地のことを調べているようである。波平とともに墨村家を訪ね、神佑地消しの容疑者を墨村家の者として挑発して墨村家と交戦状態になり、波平を連れて共に空へ逃げた。その際、あまりの乱暴さに反論した波平を傷つけ空から落とした。
その後、正守と扇一郎との戦闘の最中、合体を解かれてすべての傷を負わされて兄弟から見捨てられた。瀕死の重傷だったが奥久尼の部下の治療を受け一命を取り留める（しかし細胞が痛んでいたため、術をかけられた）。夜行本拠地で暮らしていたが、七郎によって本家へ連れ戻される。本家から家出して行方不明になっていたが、嵐座木神社が総帥に襲撃された際、本家に戻り二蔵を連れ出した。
裏会総帥による動乱ののち、七郎の当主就任を見届けた。
扇 七郎（おうぎ しちろう）
扇一族本家七男で次期当主。17歳。見た目は爽やかなイケメン高校生だが「死神（しにがみ）」の異名を持つ。
飄々とした屈託のない性格だが、仕事に関しては私情を持ち込まないプロ意識を持ち、標的となれば身内であろうと手にかける非情さを併せ持つ。一方、無関係の人たちを巻き込んだりすることは好まず、部下想いな面もある。
7歳の時、跡目となった真の自然支配系能力者。裏会の最高幹部ですら殺害してしまう桁違いの強さを誇り、作中でもトップクラスの異能者。
異名になぞらえ、死神が描かれた黒いマントを着用している。自らの希望により学校生活と仕事を両立するなど、「今」を生きることにこだわりを持ち、未知のものとの遭遇を喜ぶ若者。
ただし、扇一族の血と業にまみれた歴史を重く受け止めており、兄である一郎ら殺害を行った際は「無惨に死体を残して十二人会第八客を表す札は割れ」という依頼を無視して死体を塵にし、札は割らずに持ち帰った。
逢海日永に雇われて扇一郎、狐ノ塚奇平ら最高幹部の殺害など裏会の破壊を行った。烏森狩りを行おうとして良守たちに邪魔されたミチルらの前に現れ、ミチル、カケル（魂蔵のため後に再生）、弐号を殺害した。しかし標的の一人であった壱号を殺しそびれた上に標的ではない参号を傷つけたことなどにより、日永に解雇された。また、参号を傷つけたことで墨村に詫びがしたいとして、「一度だけ死神に依頼できる権利」として自身の携帯の番号を正守に渡している。その後、その権利を使って正守からの「竜姫に紹介して欲しい」と言う頼みを聞き、2人の間を取り持つ。
嵐座木神社で日永に部下の三分の二を奪われてしまう。その後竜姫に誘われて打倒日永に協力し、冥安を殺害した他、洗脳された裏会幹部たちを次々と打倒した。その後嵐座木神社に戻り、予め受けていた時守と守美子の要請・説得と「新しい世界を見たい」との理由で繭香を殺害した。
全てが終わった後、父親から正式に扇一族の家督を譲られ、嵐座木神社の夜間における女人禁制を解いたほか、儀式も途中で抜け出す様子が描かれた。

### 部下
紫島（しじま）
七郎の側近。角刈りに眼鏡の青年。

## 黒芒楼
姫
声 - 松井菜桜子
黒芒楼の主。普段は白目がなく、胸元をはだけた状態で着物を着こなす美女の姿をしている。
その正体は、黒芒（くろすすき）と呼ばれる土地の土地神である化け狐だが、本人曰く黒芒に昔から住んでいて気がついたら土地神になっていたとのこと。また、外部の者からは「黒芒の化け狐」と呼ばれている。
白いわく「振る舞いはただのわがまま娘」が示す通り、全ては楽しいかつまらないかで判断され、自らの城の存続すらも例外ではない。作中では高齢のため体調が悪化し、城から出られず退屈していたが、主としての実力は備えており、白が攻め入ったときは座したままで打ちのめした。無数の尾で対象を囲むことにより、相手の潜在意識や潜在能力を探ることが出来る。
後にたまたま良守と出会ったことで彼に興味を抱き、城を破壊させるために大量の力を預けた。
最期は衰弱し、その際に黒芒楼をかつての金色の芒野原に変え、白に背負われながら土地と共に消滅した。
徹頭徹尾、人間の価値観に迎合することなく自らの価値観で行動した、「土地神」らしい妖。
アニメ版では白の左眼が苦手らしい事が書かれている。
白（びゃく）
声 - 津田健次郎
黒芒楼の統括者。79歳。本名は白沼（しらぬま）。松戸の友人で加賀見リサの夫。
不老不死を望んだ妻・リサのために、実験を繰り返すが失敗（リサは自殺）。その時得た知識と技術を元に、左の頭から腕にかけて無数の蟲により構成される妖仕様の体になった（体の老化は止まった模様）。
実は「完全なる妖に至れていない人間（妖混じり）」であり、松戸からは「何もかも中途半端」と評された。また、元々は自分のやりたいことを見つけられない普通の人間であったが、人間らしい感情が薄かった模様。
左目から蟲を放ち、相手の体に入れ操ることが出来る。力を求めて放浪中、黒芒楼に攻め入り姫の命を狙うも敗北（白の顔にある×印の傷はこのとき姫につけられた物）。姫の言葉から自分の本当に望むものを見つけようと黒芒楼に加わり、積極的に黒芒楼を拡大していた。黒芒楼の幹部たちを蟲によって支配下に置いているが、火黒や紫遠など一目置く実力を持つ者には蟲を入れておらず、自身より古株の江朱にも蟲を入れていない。松戸・加賀見との戦いに敗れるも、姫により傷を癒される。
最期まで姫に付き従い、自分が人間になりたかったこと（本人曰く、人間らしい人間を見ると心がざわめいたらしい）を理解して、姫と共に消滅した。
火黒（かぐろ）/黒田源一郎（くろだ げんいちろう）(アニメでの本名)
声 - 平田広明
包帯を巻き、炎を彩った和服を着たミイラ男のような人型の妖。生身のころは江戸時代末期に生まれた人斬りだった。
性格は好戦的で冷酷。妖の中でも戦闘に特化したタイプで比較的若く尖兵的立場だが、その戦闘能力は黒芒楼の中でもケタ違い。
彼の言う「自由」とはつながりから離れること＝孤独（本人も「自由＝孤独を恐れないこと」といっている）であり、自分と同じように孤独である限を仲間に引き込もうとした。孤独な者に関わろうとし、孤独から解放される者を殺そうとする姿勢をみせる。
白が火黒の強さに目をつけ蟲を入れようとするが失敗し、そのとき自ら黒芒楼に加わった模様。
独自の美学を持ち、仲間であっても、無様な戦い方をしたら容赦なく斬り捨てる、自分より戦いを優先させ、より強いものと戦うことを望み、そのためであったら、敵であろうと生かしておく。
全身から無数の刀を生やす能力を持ち、普段は掌から刀を生やしての2刀流で戦うが、戦況によっては腕や胴体から刀を生やすことにより標的を引き裂き貫く場合もある。その刃に斬られた箇所は、妖でも再生が困難になりダメージが残る。烏森への総攻撃の際、完全変化した限を奇襲。その刃にかけて致命傷を負わせた。また人皮を着た状態（行動力・戦闘力を制限された状態）でも限をも凌ぐ圧倒的なスピードを誇る。
本人は生きていたころ、刀で人を斬る刹那の感覚（何も考えない一瞬）を求めており、その感じが永遠に続けば良いと思っていた。それを求める末に人間から妖となり、永い時間を手に入れたが求めたものとは何か違っていたらしい。また、そのために友や人間であることを捨てたが、良守からは孤独に耐えられなく仲間を求めていると指摘されている。最期は良守の真界を受け、刹那の感覚を思い出して消滅した。
アニメでは生前の描写が加えられており、本名が紹介されている。江戸時代、天下泰平の世に生まれた貧乏侍だったとされており、ある道場の門下の一人だったが師範代を決める勝負で友人であり恩人である坂井との勝負に負け、負けた理由についての坂井からの助言を取り違え人斬りに落ちてしまった。この際、間時守と出会い「絶界」の脅威を目の当たりにして恐怖を感じ、妖の力を求めるようになる。最後は妖の誘惑に負け唯一の友人である坂井を斬り捨てて妖となることを望み、雷の直撃を受けて妖となった。雷を受けた際に黒焦げとなり、現在の風貌に変わった。
牙銀（がぎん）
声 - 三宅健太
黒芒楼の幹部で実行一部長の炎鬼。人の姿はライオンのような髪の鎧を着た人間だが、本当の姿は6本の腕を持ち頭に三本角の炎をまとった半人半馬（ケンタウロス）のような姿をしている。
やや粗暴で短気で好戦的な性格（アニメでは部屋に大量の武器を飾っている）。部下には気まぐれな性格で情緒不安定と評されているが、統率力には長けている模様。
炎鬼故に炎・熱を操る能力を持ち、身体から発する熱は無色沼の水を飲んだそばから蒸発させ、一晩とかからずに干上がらせるほど。また背中に炎の翼をはやして飛べる（アニメでは鳥の翼のようになっていた）、炎のバリア（良守が結界で滅そうとし、それができないほど）を自分の周りに張るなどの技を持つ。
烏森への最初の総攻撃では圧倒的な実力を見せ付けたが、完全変化した限の攻撃を受け撤退。リベンジに燃え、その後の烏森襲撃にも参加するが正守の絶界で瞬殺される。
アニメでは第一次襲撃の際に限が倒された直後、激怒した良守の手で滅せられる。部下が3人いる。また牙銀の死後、実行一部の統率が取れていないことを江朱が嘆くシーンがある。
紫遠（しおん）
声 - 田村真紀
黒芒楼の幹部。実行二部長。
めんどくさがり屋で、城にいた理由も気に入っていたからという適当なものである。
戦闘力は高く、蜘蛛を使った傀儡能力を持つ。能力に寄る数々の仮面をつけた全身黒ずくめの人の形をした僕（しもべ）を的確に統率し犠牲も最小限にとどめる。
なお、部下にされると知能が低下するようで「キー」としか言えない。碧闇もこのようにされたが、そのときの紫遠の発言からこの姿になっても妖のころの能力は残っている模様。
白にもその能力を高く評価されており、蟲を入れられることもなかった。黒芒楼崩壊時に碧闇が取引を持ちかけたがそのまま碧闇を僕とし、藍緋の飛ばした綿毛の一つを持ち、黒芒楼を去った。その後、13巻の表紙から、綿毛は髪に飾っている模様。
藍緋（あいひ）
声 - 小島幸子
黒芒楼の幹部。研究部長。大昔より生きてきた、超巨大な花に似た、知能・戦闘力ともに秀でた高等な妖。
姫の健康状態の管理も担いつつ人皮の改良や妖たちの教育に取り組んでいる。人皮を使わずとも人間の姿に化ける能力を持っており、常に人の姿をしている。それについて本人は「人間に飼われていた時期があり、その経験からの癖」と言っている。
かつて、とある体の弱い人間の男（後に初代人皮のデザインのモデルになった）に惚れられて少し強引に求愛を受けて、その男の住んでいた屋敷に魔除けで封じられて住むようになった（その男を喰えば魔除けは解除されたが藍緋はなぜかそうしなかった）。当初は人間に興味はなかったが、その男の兄が死に、その男が家族を支えるために頑張るようになってから体を酷使していたにもかかわらず生命力が上がっていたのを見て、人間に興味を抱くようになった。最終的にはその男を愛していたようで、その男が死んだ後に彼の体を喰らわなかった。
黒芒楼の崩壊と白の死によって蟲が体から抜けたことを受け、城から逃げようとするが、それを阻もうとした火黒と戦うも致命傷を負い、最期は綿毛を外の世界に飛ばして息絶えた。
アニメでは大幅に設定が変更され、その男を愛していたがその男が家族のために頑張り人と関わるのを見て、彼の元を去った（時代も原作の明治時代から50年前ほどに変更されている）。この経験から、心の底では人間の絆に憧れるとともに人間に近づきたいと思うようになり（本人は「研究対象」と言って否定している）、それ以降は人間を食べるのを止めたが、それが原因で戦闘力は大きく弱体化することになる。最後は原作同様だったがその綿毛の一つがかつて愛した男のもとまで運ばれ、男の方もそれが藍緋のものであると感じ「おかえり」と呟くというシーンに変わっている。
碧闇（へきあん）
声 - 山本健翔
黒芒楼の幹部。情報部長。 百目（千珠眼）の妖。
額のところに大きな目があるようだが普段は全身を布でおおっている。また頭の良さは天下一品で基本的に敬語で話すが、本性はずる賢く口調も敬語ではない。
千里眼でなんでも見通すことが出来るが、無色沼にあるウロ様の寝床など見通せないものもある模様。他に幻影を使う技を披露している。
アニメでは気配を消すのが得意という設定があり、斑尾らも途中まで気づかなかった。また、アニメでは烏森を調べた際に良守たちに会っている。
黒芒楼崩壊の際、紫遠を利用しようとしたが、あっさり傀儡にされてしまった。
影縫い（かげぬい）
アニメで使用。
影に針を刺すことで刺された相手の動きを封じる。刺された相手は自分の影のあるところまでしか移動できない。
ただし雲で日が隠れるなどして針を刺している影が消えると術が解けるという弱点がある。
江朱（こうしゅ）
声 - 田村勝彦
黒芒楼の幹部。七三分けにメガネの小柄な男性の姿だが300年以上前から黒芒楼に仕えている一番の古株。また、本来は伸縮自在の脚を持つタコのような見た目をしている。
黒芒楼の中でも際立って人間的な考えをしており、牙銀を脳筋と呼び馬鹿にしている。
総務部長で城の整備を請け負っており、城の絶頂期を知っている故に城の復興に誰よりも情熱を注いでいる。その為、城の崩壊が激しくなった終盤は多忙で会議にも顔を出さなくなった。
良守を捕らえようとしたが、良守の絶界に弾かれ、その隙に良守に瞬殺された（アニメでは時音と対決しているが瞬殺された）。
波緑（はろく）
声 - 中村大輔
黒芒楼が烏森に放った刺客。無口な性格だがやる気は一番ある。
人皮の姿は肩まである緑色の長髪の青年で、妖の姿は緑色の巨体で1つ目で4本の腕を持つ。
戦闘では持ち前の怪力で木や岩を投げつける。良守に倒される。
赤亜（せきあ）
声 - 佐藤せつじ
黒芒楼が烏森に放った刺客。饒舌で軽い性格。
人間の姿はオレンジ色の髪をした青年で妖の姿は赤色の大きいイカに似た風貌。
戦闘では足の触手を操り攻撃したり、木や岩などを武器にして攻撃したりする。
茶南の命令で時音を人質に取ることに成功したが「美学がない」という理由で火黒に倒される。
灰泉（はいぜん）
声 - 西凛太朗
黒芒楼が烏森に放った刺客。3人から頼られている。
人間の姿はスキンヘッドにグラサンで頭の右側にタトゥーのように模様がある青年で妖の姿はずんぐりした仮面の猿っぽい風貌。
戦闘では煙幕と結界すら溶かす液体を使う。
煙幕と溶解液で良守らを追いつめるが時音の結界で串刺しにされて良守に滅せられた。彼が攻撃の要であったため、このことにより戦局が一気に逆転した。
茶南（さなん）
声 - 咲野俊介
黒芒楼が烏森に放った刺客。四人の中ではリーダー的存在。
人間の姿は茶髪で顎鬚を生やした青年で妖の姿は茶色の大きい体の蝙蝠に似た風貌。
戦闘では両翼についた鋭い刃を使う。
赤亜に命じて時音を人質にとったが、「美学がない」という理由で火黒に倒される。
監視者（仮称）
声 - 竹若拓磨
どこまでも伸びる腕を持つ。戦闘は専門ではない。
烏森に白羽児と共に現れ、白羽児と戦闘している結界師を観察した。良守に発見されたため戦い（白に増強剤を打たれていた）、その後は城に戻ってデータを報告する任務を達成しようとしていたが、蟲を引き抜かれてデータが白の手に入ったことから、城に着く前に見捨てられ増強剤の副作用で死亡した。
左金（さこん）
声 - 川本克彦
アニメオリジナルキャラクター。実行一部のNo.2。牙銀の後任。
金髪の中国人風の男で妖姿は牙銀に似ている。常に敬語で話すが性格はずる賢い。牙銀より禍々しい妖気を持つ（良守談）。
アニメでは第一次烏森襲撃の際に牙銀が戦死してしまったため、以降の牙銀が務める筈だった役柄（無色沼襲撃、第二次烏森襲撃）を実行一部長に就任＆新幹部に昇進したことで引き継いで登場した。
火黒いわく、実力的には牙銀と1、2を争うらしく、夜行のメンバーの攻撃をモノともしなかった。
本当の目的は黒芒楼を利用して烏森の力を手に入れ、黒芒楼を潰して自らが支配者となることだったが、白に見透かされており、結局捨て駒として使われていた。
第二次烏森襲撃の際は総指揮（原作での牙銀の役）を務めて参加、夜行のメンバーの攻撃を退けた後亜十羅を人質に取り、烏森明け渡しを要求した。その後、巨大な正体を現すが亜十羅を奪還し攻撃に転じた正守の絶界で瞬殺された。
渦闇（うずやみ）
竜巻のようなものを起こし、触れたモノを闇の中に消し去る術。
これにより無色沼に大穴を開けた。第二次烏森襲撃時にも夜行のメンバーの攻撃を消し去ったりメンバーを吹き飛ばす際に使用した。
緋水（ひすい）
声 - 駒谷昌男
アニメオリジナルキャラクター。黒芒楼研究部。藍緋の部下。
知能はあまり高いと言えない模様。水棲生物と人を足したような姿をしている。
身体を水に変える能力を持ち、バラバラになっても再生することができる再生力の高さを持つ。
火黒に挑発され、初代人皮を着て（猫背である）烏森を襲撃、時音に身体の一部を滅せられるも不意を突いて再度襲いかかったが、駆けつけた良守によって倒された。
ヘビ女
声 - よのひかり
アニメオリジナルキャラクター。
角のはえた気持ち悪い女の姿をしている。
黒芒楼に侵入した時音と出会い、時音を人間に化けた妖と勘違いして時音をブサイクと笑ったため、時音の結界で城壁に頭をたたきつけられた。

## 封魔師
金剛 毅（こんごう たけし）
17歳。魔物「邪煉」を追っている。髪の色は水色でオールバック。
12歳の時、邪煉に襲われたが黒鉄に助けられた。彼に弟子入りを頼むも受け入れてもらえず1本の釘を渡され、「おれが必要なときはあの星に向かって呼んでくれ」と言われた。しかし、その後何回か呼んだらしいが来なかったらしい。3年後の15歳の時に再会するが3日後に黒鉄は邪煉に喰われ、黒鉄の跡を継いで封魔師になった。
斑尾いわく、実力はあるらしい。実際、釘は良守の結界を貫き、良守がその釘の力で動けなくなるほど。小さいころは有り余った力で岩をよく砕いていたらしい。
邪煉との戦いで師匠の心中を悟り、邪煉と戦うのに必要なのは強気ではなく「自らの罪を受け止め、それを乗り越えること」だと気づき、みごと邪煉と契約する。
良守と時音との別れの際は黒鉄のように「おれが必要なときはあの星に向かって呼んでくれ!!」と言っていた。
小ネタとして、裏会総本部奪還作戦にも参加している。
黒鉄（くろがね）
金剛が12歳の時、襲われていた彼を救った人物。金剛や鎖上と同じくオールバック。
金剛が15歳の時、再会したがそのときは、かつての生気はなくやつれていた。そしてその3日後に邪煉に喰われる。
実は鎖上が封印した邪煉を見張る役を交代したときに邪煉の誘惑に負け、邪煉を逃がしてしまったうえに、鎖上が喰われてしまう。そのため彼は邪煉を封印することを目標としていた。
鎖上（さがみ）
黒鉄の兄弟子にあたる。金剛や黒鉄と同じくオールバックである模様。
邪煉を封じ込めたことのある実力者だったが、邪煉が黒鉄を「あいつ（鎖上）が死ねばおまえが最強の封魔師だ」と誘惑しその結果邪煉は逃げ、鎖上は食い殺される事となった。

## 異能者
角志野（かくしの）兄/ 角志野礼二（かくしの れいじ）弟
双子の兄弟で箱使い。スキンヘッド（剃っている）。兄の名は不明。
双子故かかなり仲が良かった模様。考えるときに部屋の中をしゃべりながら徘徊する癖がある。
箱を使って空間をつなげることができる。その空間は、兄弟同士でさえ勝手に侵入することはできない。普段は別々の空間で暮らしているようで、妖を檻に入れ札で封じている。
兄は夜行を混乱させていたが人質の操と明の策略で一番危険な妖を解放されてしまいその妖に食われる。その後、弟は兄が死んだことを知って怒り黒兜を解き放つも、その後に奥久尼に捕まり、その事件のすべてを白状させられる。その後どうなったかは不明。
吉田
通称ラッキー吉田。小柄な男。
かつて不当な罪で拘束されて牢に入れられたが、牢屋を気に入ってしまい、40年ほど住んでいる（夕上いわく「偏屈王」）。
ただ時々外を見たくなることがあるらしく牢屋には抜け穴が作られている。だが夕上と時音が彩子から逃げるために吉田の抜け穴を使い、その際時間稼ぎのためのトラップ（爆弾）で抜け穴は崩壊した。

## 私立烏森学園

### 生徒
田端 ヒロム（たばた ヒロム）
声 - 手塚祐介
天然パーマが特徴の良守の友人。中等部2年2組→3年1組。
「情報の魔導師、烏森学園のデータバンク」を自称するミーハーな情報通だが、仕入れるネタは大抵ガセ。しかし、本編で披露するネタの多くは真実だったりする。
市ヶ谷 友則（いちがや とものり）
声 - 大原崇
眼鏡とセンター分けが特徴の良守の友人。中等部2年2組→3年3組。
読書をしている描写が多い。無口で控えめな性格だが田端のツッコミ役に回ることがある。
神田 百合奈（かんだ ゆりな）
声 - 和希沙也
二つ結びにヘアピンをした童顔な良守のクラスメイト。中等部2年2組→3年3組。
愛称は「ユリ」。気弱で流されやすく、天然ボケで妄想癖が強い。
生まれつき霊感が強く、本人もコンプレックスを抱いている。故に霊や妖のことで良守に相談することがあり、また学校で起きる事件に振り回されることがある。自覚はないものの良守のことが気になっている模様。
アニメでは出番が増えている。
まどか
時音の友人。高等部1年D組。兄がいる。
アニメではモブキャラクター扱いに変更された。
六本木 樹理亜（ろっぽんぎ じゅりあ）
時音の同級生。高等部1年D組。
金髪のロングヘアにピアスを填めた今どきの美人女子高生。
目的のためなら手段を択ばない大胆な人物。その性格難ゆえに彼氏たちから毎回フラれ、田端曰く「烏森の女豹」の異名を取っているらしい。
名前の由来は、作者曰く「学生時代の先輩から」。
キョーコ
声 - 世戸さおり
百合奈の友人。中等部3年1組。本名不明。
3人の中ではリーダー的。センター分けの長身女子でサバサバした性格。
アヤノ
声 - 岡本奈美
百合奈の友達。中等部2年2組。本名不明。
後ろ髪の跳ねたぽっちゃり女子。
品川 葵（しながわ あおい）
声 - 白石涼子
アニメオリジナルキャラクター。カチューシャが特徴の百合奈の幼馴染。中等部2年1組。
裕福な家に生まれた清楚女子で絵画が趣味。才色兼備の持ち主だがお嬢様故に世間知らずで百合奈と同じく妄想癖が強い。
川上 きらら（かわかみ きらら）
声 - ゆりん
アニメオリジナルキャラクター。三つ編みが特徴の時音の友人。高等部1年D組。
まどかの代理としての役回りが多い。
篠原 真桜（しのはら まお）
声 - 弓場沙織
アニメオリジナルキャラクター。凛とした眼元と一本結びが特徴の時音の同級生。高等部1年D組。
才色兼備だが高飛車な性格。実家は裕福らしく、時音をライバル視している。

### 先生
黒須 幸生（くろす ゆきお）
声 - 志村知幸
良守の担任。中等部の国語科教師。イチゴ大福が好物。
自覚はないものの、動物霊に好かれやすい体質。
青木（あおき）
声 - 北西純子
中等部の女教師。担当教科は不明。
三能 たつみ（みのう たつみ）
声 - 大川透
高等部の英語科教師。園芸部顧問。
白バラを始め美しいものを愛するナルシスト。自称「白バラの君」。
蛇使いの異能者。守護霊の蛇であるロクサーヌ（声 - 松井稜太郎）、シモーヌ（声 - 高橋麗美香）、ジョセフィーヌ（声 - 市川結花）を操る。
作中では蟲に憑かれていたところを良守たちに助けられている。
茶野 元晴（さの もとはる）
中等部の社会科教師。七三分けとチョビ髭が特徴で生徒の間では「ダンディー茶野」と呼ばれ、ヒゲスマイルが一部からは人気。
実はカツラを愛用していたが、良守が誤って外してしまい、露見することになった。しかし、キヨコによって記憶操作されたため今は良守以外は忘れている。

## その他
花乃小路 夢子（はなのこうじ ゆめこ）
声 - 野沢雅子
『ニコニコ心霊相談所』主宰者。成仏できない霊の相談に乗っている。通称「マザーさん」。
かなりのお金持ち。墨村家とも親交があり、顔が広い模様。霊は見えるものの、触ることはできない。
月地ヶ岡 俊彦（つきじがおか としひこ）
声 - 石田彰
月地ヶ岡真彦の実弟。練り物をメインとした食品会社『月地々岡食品』の次期社長。
両親が死んでふさぎ込んでいたが、兄が作った「母が天国から宅配便で送ってきたケーキ」を食べて笑顔になった（母が作ったものではないことはバレバレで、兄がケーキを作ってくれたのが嬉しくて笑った）。兄が突然死んだことを恨んでいたが、良守の手で兄の霊と心を通わせ、兄が成仏した後は良守の素性をたどり、墨村家に大量のちくわとカマボコを届ける。
三河島 学（みかわじま がく）（声 - 田中真弓） / 駒込 太一（こまごめ たいち）（声 - 津村まこと）
利守の友達。あだ名は三河島が「ガッチョ」、駒込が「コンタ」。
2人とも勉強ができず、先生からの追加課題をよく利守に手伝ってもらっている。昼間は親がいないため、普段はコンタの家で勉強している。
松戸 平介（まつど へいすけ）
声 - 野沢那智
修史が師事していた人物で怪しげな雰囲気の大学の名誉教授。70歳。
かつては白沼と友人であり、その妻であった加賀見リサを愛していた。
繁守の旧友であり、繁守曰く「変態」との事。なお斑尾も松戸を知っているようで「まともな死に方ができそうにない」と発言していた。
霊感が備わっており、本人も「異界愛好家」を自称している。知的好奇心旺盛な性格。人を喰った言動や達観した考え方をするが、純粋さが源泉となっている。
妖の研究により、普通知りえないような妖の情報にも精通している。その知識量・分析能力は、繁守や正守も頼りにするほど。
自分の死後、魂や肉体の一部を与える条件で多数の悪魔を飼っており、それぞれに美しい女性の姿を模倣させている。
自分が偽装死を行うべく夜行に協力を依頼した。法的には死亡となっているが、死体は偽装のため実際は生きているのだが、黒芒楼の件以来、行方不明になっている。
加賀見（かがみ）
声 - 百々麻子
平介が魔法陣によって召喚した高位の悪魔。「松戸の魂」と引き換えに平介と契約した。
かつて平介が愛していた加賀見リサの姿と立居振舞を模させられており、彼の一番のお気に入りである。時々素の性格が表に出ることがあり、松戸にたしなめられる。
身体を自由自在に変化させることができ、戦闘時は巨大な蜘蛛の姿に変化することを好み、主に体の一部を超スピードで相手に突き刺す攻撃を繰り出す。
その力は絶大であり、白沼とその部下たちを一瞬のうちに皆殺しにした。白沼との戦いで松戸を裏切ったと思われたが、実際には中枢の位置の見極めに手間取っただけで、契約通りに最後まで松戸の味方だった。
加賀見 リサ（かがみ リサ）
声 - 本名陽子
白沼の妻で松戸の想い人だった女性。
白沼をつなぎとめるため、我が身を美しくすることに奔走していた。自分が長生き出来そうにないことを悟り、迷ってばかりいる白沼のため最終的には不老不死を望んだ。しかし実験に失敗して二目と見られない姿になってしまい、自ら死を選んだ。
初代人皮のモデル（本名不明）
声 - 高橋広樹
商人の家に生まれた病弱な男。
働くことも夜に眠ることもできず、夜の森を散歩していたところを藍緋と出会った。寂しかったため懇願して藍緋を自分の家に連れてきた。また、藍緋に会いに行くようになってからは別の妖に会ってもいいように魔よけを勉強した。だが、兄が死んだことをきっかけに家族を支えるために体を酷使し、その後、弟が立派に成長したのを見届けてすぐに亡くなった。
アニメではひ孫（声 - ゆりん）が出来るほど長生きし（原作では藍緋と出会ったのは明治初期（文明開化の後）となっているがアニメでは50年前の設定）、藍緋の綿毛を拾って「おかえり」と告げて亡くなった（その綿毛が藍緋だと気づいていた模様）。
和尚
声 - 麦人
良守の修行場の寺の住職。アニメでは良守に助言していた。
八王子 君也（はちおうじ きみや）
声 - 平川大輔
中央東高校の2年生で、通称「中高（ナカコー）のプリンス」。
地元女子からの人気は絶大で、行く先々に人だかりができるほど。
脳男に取り憑かれていた。脳男から情報を聞き出すために、時音にボコボコにされる。
ラテン系貴公子風式神（ラテンけいきこうしふうしきがみ）
声 - 成田剣
良守が幻のケーキを手に入れるためにつくった式神。
情熱のトルネードという必殺技を使う（原作では目が光り回転して相手を吹き飛ばすだけだが、アニメでは高速回転しながら竜巻のようなものをおこしていた）。そのときの決めゼリフは「つまらぬものを蹴ってしまった」。
その後、ゴキブリ事件やジュリア事件など、たびたび登場している。
サンディー・ブラックマン
18歳。アメリカ出身の金髪の美女。
日本語が上手で日本に留学している。昼はバイトをし、夜は勉強している感心な学生。
黒雲斎が寄るせいで霊力が高まって、変なものが寄ってしまいそれを黒雲斎が怒って追い返すという悪循環の繰り返しで霊が見える一歩手前まで来ていた。黒雲斎をストーカーと思い込んでおり、彼が怖くて夜も寝られなかったらしい。
志々尾 鉄斎（ししお てっさい）
声 - 谷昌樹
志々尾限の父。志々尾道場の師範。55歳→現在59歳。
: 妻（限の母）同様、「普通」と見做している長子たちの性格から武道の指導者および父親としてもあまり優秀な人物ではないと推測される。
妻（限の母）同様、長子である兄たちの限へのいじめ（虐待）に気づいていなかった。
彼の話によると志々尾家には限以外にも時々妖混じりが出るらしい。本人は「強さを求めた因果」ではないかと語っている。
志々尾 剛（ごう）
志々尾家の長男。22歳→現在26歳。
兄弟の中で最も暴力的。限を酷くいじめていた。
後に覚醒した限に傷つけられる。
アニメは未登場。
志々尾 将（しょう）
志々尾家の次男。19歳→現在23歳。
感情的で乱暴な性質の人物。兄弟と共に限をいじめていた。
後に覚醒した限に傷つけられる。
アニメは未登場。
志々尾 雄（ゆう）
志々尾家の三男。17歳→現在21歳。
消極的であるが暴力的な性格。上の兄と共に限をいじめていた。
覚醒した限に傷つけられる。その後はうわ言のように「限は化け物だ」と繰り返していたらしい。
アニメは未登場。
志々尾 涼（ししお りょう）
声 - 小笠原亜里沙
志々尾家の長女。16歳→現在20歳。限にとって数少ない理解者の1人。
勝ち気でヒステリックな性格だが、思いやりのある優しい性格。かつてはボーイッシュなショートヘアだったが、成人後は長い一本結びになっている。
周囲から疎まれている限を気遣っていたものの、あまり力になれずにいた。やがて裏会へ預ける話に合意してしまい、結果的に裏切ってしまう。その直後、家を飛び出した限を追って説得するが、重傷を負ってしまう。それ以降、密かに手紙を送っていたが目は通されず、和解せぬまま限と死別してしまった。
限の葬儀の際には謝罪に訪れた正守と良守を限を死なせたことへの怒りから罵倒し拒絶するも、正守から自身が限へ送った手紙が受け取られていなかった（自分の言葉が限に届いていなかった）ことにショックを受け泣き崩れてしまうも、良守から限が姉に謝罪したがっていたことを伝えられた。
山口 勉（やまぐち つとむ）
声 - 日野未歩
限の小学校時代の同級生。
町会長の息子でいつも子分のサブ（声 - 瑚海みどり）と共に限をいじめていたが、覚醒した限に傷つけられる。
坂井（さかい）
声 - 宮本充
アニメオリジナルキャラクター。
無頼漢に襲われたときに黒田（後の火黒）に助けてもらったのがきっかけで、黒田を道場に行かせるようにした。その剣術の実力は黒田を凌ぐほど。
師範代を決める試合で黒田に勝利し彼に助言を与えるが、結果的にそれが黒田を人斬りに落とさせてしまう。それを償うために黒田を追い真剣勝負をするが、彼を斬ることをためらってしまい刺殺され絶命する。
銀次（ぎんじ）
カラス連合総元締。通称隻眼の銀次。異名通り隻眼である。
烏天狗とも話をつけることができるカラスが、そのためにはそれなりの対価が必要（ただし、ビー玉1個で話がつく）。

## 霊
月地ヶ岡 真彦（つきじがおか まさひこ）
声 - 遠近孝一
元パティシエの幽霊で、かまぼことちくわが主力商品の月地ヶ岡食品の御曹司。
良守と出会った時はまだ自分が死んだことを自覚していなかった（ちなみに最後の言葉は事情は謎だが「キャベツ」だった）。弟である俊彦のことが心配で成仏できなかったが、弟の言葉でやっと成仏した。
子供のころ、両親が死んでふさぎ込んでいた弟にケーキを作り、それを食べた弟が笑顔になったことがパティシエを目指したきっかけ。
パティシエとしての腕は本物で、成仏する前は時々良守にケーキのアドバイスをしていた。
村上 正直（むらかみ まさなお）
声 - 掛川裕彦
25年勤めた大手文具メーカーをリストラされ、事故死。見合い結婚の妻と娘がいる。
烏森で妖に変化しかけていた幽霊で、その後、良守に妖化を止められ、花乃小路夢子の所に行った模様。
妖化しかけていた理由は会社にクビを切られたことを恨み、今度は自分が首を斬る側にまわろうとし、文具メーカーと首を切る側に回ろうとする意志から右腕が鋏状になっていた。
また、増刊の読切には彼のモデルが登場し、同じく事故死だが、性格はとても明るく月地ヶ岡真彦のようなキャラであった。
ノワール
黒猫の霊。交通事故で死亡。褒めちぎられて黒須に懐いていた。
最後にスズメを取ったことを黒須にほめられて成仏した。そのスズメは黒須が供養したが、次の日に黒須に憑いていた。
キヨコちゃん
数年に一度烏森学園に現れ真実を告げる少女霊。関西弁で喋る。いたずらっ子で旅好き。
浮遊霊だが、長年現世にいたことで洗脳をするなどある程度の力はある。洗脳する力を持ち、それを使って言ったことを真実にすることが多い。
この能力で烏森の中等部に、コーヒー牛乳、「ゴワッス」という語尾、マフラーのぐるぐる巻きなどを流行させた。
烏森については何か知っている模様で、最後に良守に「烏森はやがて目覚める」という真実を告げた。
田端ヒロムによれば、「漆黒の髪に真っ赤な唇で、彼女が訪れた年の烏森学園はとんでもない災害に見舞われる」らしい。

## 土地神・側近等
ウロ様（ウロさま）
声 - 茶風林
良守たちが住むあたり一帯の土地神。常に間時守からもらった笠を被っている。
丸い目ともじゃもじゃ口もとでゆるキャラみのある見た目をしており、手は指が爪状で伸ばすことが出来る。
良守の推測では生え抜き（神祐地で生まれた土地神）と思われる。普段は隣町の無色沼（むしきぬま）に住んでいるが、寝床（良守曰く「マリモ」）の調子が悪くなると結界師に修復を頼みに来る。
かつては烏森も含めた一帯の主だったが、間時守に何度も懇願され烏森の地（本人曰く「真ん中」）を譲った。
ウロ様が通ったところにはコケが生え、食べたものが生えることもある。良守の家では色んな味のドーナツが、黒須先生の机には巨大イチゴが生えた。
豆蔵（まめぞう）
声 - 斎藤志郎
頭に芽がある小柄な姿のウロ様の付き人のような存在。普段はウロ様の髪の中にいる。
小さいがすごい力を持っており、崩壊中の異界をごく普通に活動でき、牙銀を「あの程度」というほど。頭にある芽を自在に操ることができ、斬られたりしてもすぐに再生出来る。
姫
黒芒楼を参照。
黒雲斎（こくうんさい）
最高位。烏森近辺で一番の霊山と言われる会羽山（あいばさん）の土地神で大天狗。
かなりの高齢であるが人間の女性にばかり興味を示しており、世継ぎを作れないでいる。人間に化けると、邪念が多すぎるためかハゲ親父になってしまう。
気に入っていた女性はアメリカからの留学生・サンディー・ブラックマン（18歳）。しかし、彼女からはストーカーと思われていた。そしてそのことにショックを受け、見た目をよくすればいいと紫堂に言いくるめられて、山籠もりをし飛丸が誕生した。
飛丸（とびまる）
黒雲斎の跡継ぎ。容姿は人間の子供のようで、鼻も長くない。
黒雲斎の山籠もり中に時音が訪れてしまったせいで黒雲斎同様女好きになってしまう。良守たちが山から帰るときのおみやげにいたずらをしたせいで、時音と閃は一時的に胸が巨乳になった。
紫堂（しどう）
黒雲斎の家臣の烏天狗。人間に化けるとかなりの男前。黒雲斎のお陰で気苦労が絶えない。
名前の由来は「指導（しどう）役」から。
良守に黒雲斎を山に縛り付けて欲しいと頼みにやってきた。その後、黒雲斎の山籠もりの最中に仲間の烏天狗とともに跡継ぎをまともな人格にしようとしたが、時音が来たことで失敗した。
灰沢（はいざわ）&灰川（はいかわ）
見分けが付かないほど似ている（おそらく双子の）烏天狗。
良守が他の神佑地のことを調べるために会羽山に行こうと烏に頼み、良守の前に現れた烏天狗。
。会羽山には、灰沢が良守を、灰川が時音を連れて行くはずだったが、閃が時音に掴まったまま放さなかったため、灰川は2人を連れて行く羽目になり、会羽山に着いたときに灰川は力尽きた。
水龍
最高位。仮称。烏森からはかなり遠いところにある湖の主。
守美子によって烏森に乱暴に連れてこられた。烏森に居た影響で前より妖力の力も質も上がっている模様。
淡幽（たんゆう）
二つのビルにある神社のうちの異界の主。普段は長い髪で中性的な容姿の人の姿だが本来は鷺の妖。
性格はものすごく臆病で、それ故かは不明だが幻術を使うことができる。
無道、良守に異界を傷つけられ一度は異界を閉じるが無事元に戻ったようである。その際、無理に二つに分かれて不安定だった異界が正守の手でひとつとなり、その異界は安定した。
ヤギ（仮称）
ヤギの白骨の頭のついた黒い獣の姿の土地神。腹の中に子供がいた。
理由は不明だが暴れてしまい、裏会の仕事により守美子により殺される。裏会の目的は静めることであった。殺された理由は不明であるが、腹の中の子供（世継ぎ?）が守美子に殺してほしいと頼んだらしく、結果としてその子供が新しい主になった。
大熊（仮称）
ある森の主。名前通り、大熊の様な妖である。
扇五郎の手で気絶させられ、行正たちの前に落とされる。行正たちが殺したように見せかけられるはずだったが突如現れた大ナマズに殺された。
大ナマズ（仮称）
土地神クラスだが所在地は不明。三つの大きな目を持ち、ナマズとチョウチンアンコウを合わせたような外見。
大熊と交戦中の行正たちの前に現れ、大熊を殺した。扇五郎の手で、行正が殺したように見えるようにじわじわと傷つけられながら殺された。本来はあり得ないはずなのだが、自分のいた神佑地を消されたため他の神佑地を荒らしに来た。
緋田郷の主
生え抜き。唐傘をさしたお地蔵様のような姿をしている。
地面に赤い正方形の陣地をいくつも出し、その赤い陣地には異物を沈める効果がある。また、上空に出現させた巨大な傘と自分の口から血の雨を放射することが出来、それに触れた物に重さを加えることが出来る。
烏森に程近い緋田郷（ひだごう）という神佑地の主だったようだが神佑地狩りの犯人によって自分の土地を消されたために烏森にやってきた。自身の能力で烏森で暴れ回り、校舎を沈ませようとし、さらには良守と閃を沈めようとしたが、沈みかけていた時音に三重結界で滅された。
残ってしまった唐傘は良守によって緋田郷のかつての住処に添えられた。
大首山の主
一つ目の巨人のような姿をしている。
何者かの神佑地狩りによって自分のいた神佑地を破壊されたため暴れていたがなんとか沈められた。
狒々（仮称）
竜姫が訪ねた土地神。イメージ的には特にマンドリルを大型化したような姿。
竜姫に覇久魔の地の主について教えた。
繭香（まゆか）
和服姿で人間の女性に近い姿をしており、扇本家の家の近くの裏山にある嵐座木神社の「魍魎桜（もうりょうざくら）」にいる。
扇二蔵の若いころも知っており、歴代の扇家の後継者の中で七郎を最もお気に入りの模様。間時守によれば昔から優男好みらしい。
実は昔は気性の荒い土地神だったらしく、気まぐれに嵐を呼び込んでは地域一帯を荒らしていた。
まほらを嵐座木神社に移す目的で、七郎により殺害された。
まほら様（まほらさま）
裏会総本部のある最上級の神祐地・覇久魔の地の主。蓑をまとった少女の姿（一見すると蓑虫のよう）をしている。
元々は覇久魔にある木の中にいたが、"眺める者"の説得によって繭香殺害後の嵐座木神社の新たな主となった。
"眺める者"
髪の長い白い子供のような姿をした存在。
覇久魔の主の説得に失敗して溶かされた時音を再生させ、意識が戻った彼女の前に姿を現した（明記が無いが時音を攻撃したのもこの存在である可能性がある）。時音はこの存在がまほら様と思っていたが全くの別物。
基本的には「この姿が調子がいい」ということでまほらの姿をとっているが、姿は自在に変えられ、捕食の際には巨大な口をあらわにする。普段は眠りについており、目醒める度に世界の変容を見届ける使命を持つ。
土地神クラスでさえ扱いきれるかは最高位の土地神でも良くて五分五分とされる神祐地の力を、複数分一手で引き受けてしまうほどに強大な力を持ち、空身を会得した時音でさえも一蹴することができる。
本人の言によれば、世界の変容を見届ける存在であり、東北などの世界各地にも存在している様子。
作者いわく「こういうわけの分からないものが好き」とのこと。

## 妖
弓鉄（ゆみがね）
成体になると巨大なムカデのような戦闘様態に変態する。また、幼体の時は愛らしい姿をして相手を油断させて相手を狙う。
最初は愛らしい姿で良守の油断を誘い、その隙に成体に成長して良守に襲いかかるが時音に滅された。時音の腕に傷を負わせた張本人で、良守が考えを改めるきっかけとなった妖。
土蝦蟇（つちがま）
古い土を好み土に潜む、蝦蟇蛙に少しカメレオンを足したような姿をした妖。
土などを体内に取り入れ、弾にして敵に飛ばす（威力は高い）能力を持ち、コンクリート（学校の壁）をも飛ばせたりする。
弾の威力が強いため、時音は結界を張ったままで近づけずにいたが、良守は「時音の前に出る」ために、結界を使わずに近づいて倒した。
傀儡虫（くぐつちゅう）
小さな虫の姿をした寄生型妖。
小さいながら寄生した霊から養分を奪いつつその霊に使役者がいれば使役者も同時にあやつるという能力をもち、三能先生の蛇に取り憑いて操っていた。
毛鞠（けまり）
足以外は針のような毛で覆われている妖。
レベルは低く弱いが、すばしっこい。
氷渡（ひわたり）
棘が氷結晶の狐とハリネズミを足したような形状をしている妖。怒りっぽい。
尻尾で氷の弾丸を作り出す能力を持ち、結界を貫通するほどの威力がある。
最初は氷の弾丸で有利に戦っていたが、時音の技術と良守のパワーの連携に倒された。
鋼夜（こうや）
十二人会を参照。
骨太郎（ほねたろう）
声 - 津々見沙月
鋼夜の部下。額に角を2本生やし子供の姿をした妖。
魔界のプリンスを自称するなど自己主張は強いが、実力は伴っていない。仲間思いで、鋼夜を「ボス」と呼び慕っている。
鋼夜の死後、彼の供養を良守に頼み、ウホ助、長尾と共に烏森を去った。
ウホ助（ウホすけ）
声 - 田中英樹
鋼夜の部下。大きな体躯をした猿の妖。「ウホ」しか言えない。
猪突猛進に攻撃を仕掛けるが、結界に捕らわれた上に、鋼夜の攻撃の巻き添えになって倒れた。しかし、烏森の力によって傷は治癒した。
長尾（ながお）
声 - 山口登
鋼夜の部下。雉の妖。鳴き声は「アホンダラー」。
高速飛行での攻撃を得意としているが、あっさりと結界に捕らわれた。
蠍鎌（さそりがま）
声 - 大友龍三郎
鋭利な鎌と強固な外殻を持つサソリの姿をした妖。非常に強い悪臭を放つ。
並みの結界術では歯が立たなかったが、正守の五重結界によって倒された。
走る森
正守が良守たちをテストするために作った森にみえる妖。
一見森に見えるが正体はごく普通の木の種子で、植物性妖を寄生させ成長を早める札を貼ったものである。
良守と時音の連携によるバックドラフト現象で倒された。
白羽児（しらはご）
三つ子の妖。長髪の小柄な老人のような子供のような人型の姿をしており、見分け方は額のほくろの数。
一月（ひづき、声 - くじら）、二月（ふづき、声 - 斉藤貴美子）、三月（みづき、声 - 姫野惠二）で一心同体。
体を小さな羽に分化し、操ることができる。腕だけを羽に変えることも可能。合体すると大きな梟の妖になる。羽を刃物状にして攻撃する。
白羽児の発言から白に虫を入れられていた模様。烏森の調査のため黒芒楼から遣わされ、良守や時音らと戦うことになるが、時音の結界に貫かれて動きを止められ、良守に滅せられた。
八つ手（やつで）
その名の通り、太く強靭な8本の腕を持つ妖。
8本の腕を駆使して戦う。また腕は切られてもくっつけて再生が可能。
最終的に正守によって軽く倒された。
大首車（おおくびぐるま）
声 - 後藤哲夫
輪入道のような姿をした妖。
体を高速で回転させることで、移動、攻撃する。
最終的に良守によって倒された。
一つ目蜥蜴（ひとつめとかげ）
散々逃げ回った後志々尾に倒された。名前はアニメにて判明。
脳男（のうおとこ）
声 - 龍田直樹
生物の脳に取り憑き、宿主の潜在能力を引き出すことができる。
八王子君也に取り憑いた後、時音に乗りかえようとしたが失敗。時音に黒芒楼について問いつめられた後、最後は滅せられた。
花魚（はなうお）
額に花のある魚のような姿をした妖。
額に咲く花で、獲物（小さな妖）をおびき寄せて捕らえる。
良守が初陣の時の相手であり、捕まえた妖でもある。
邪煉（じゃれん）
普段は縦に開いた目が３つある黒い巨大なハリネズミのような姿をしている。
普通の妖と違い、体を霧散させることができる。そのため、間流結界術のような物理的能力は相性が悪く、封魔術のような呪術的能力が相性がいい。金剛は魔物と呼んでいる。
邪煉の邪気は人の心を浸食する作用があり、また邪煉は結界を溶かすことができる。人の心の闇をくすぐるのが得意で（嫉妬、罪の意識）、そして、その後人間の魂を喰らう（その後に残るのは呆けた顔の死体）。現在、一流の封魔師を確認するだけで鎖上・黒鉄の二人も喰らっている。
鎖上に捕まり封印されていたが黒鉄を誘惑して逃げ出し、鎖上、黒鉄を喰らう。その後は黒鉄の弟子の金剛に追われて烏森にやってきた。その際、烏森の力で金剛の刺した釘が抜けてしまっていた。
最終的には良守との出会いで本当の強さを知った金剛によって再び契約され、その後は彼に追われている模様。
腕団子（うでだんご）
沢山の腕があり、それでまわりのものを抱えているような形をしている。攻撃方法は突進。
良守が絶界の練習相手にするが絶界ごと良守を吹き飛ばした。その後、時音に棒結界で動きを止められた。
雨嵐（あまあらし）
蜥蜴のような妖。雨雲と風を操る能力を持つ。
レベルは高い方で妖には珍しく昼間も動ける。腹の中で子供を育てる模様。
髪の妖（仮称）
正式名不明。箱使いが黒兜が繭から誕生するまでのつなぎとして召喚した。
変化する前はある程度人らしい姿で、変化後はメドゥーサのような姿となっている。
動きが素早く人間嫌いで好戦的、おまけに周りのものからエネルギーを吸収するという、烏森に送るにはうってつけの妖。
人の頭に当たる部分から手のような物が大量に生え、そこから髪をだして攻撃する。
刃鳥の攻撃でボロボロになっても一瞬で再生するほどの再生力に加え、髪の部分が本体のようで、人の部分に攻撃しても無意味。刃鳥と良守を追いつめたが、誕生した黒兜に喰われ、何度も再生しようとするが何度も黒兜に喰われ、ついに力尽き死んでしまった。
黒兜（くろかぶと）
大昔に禁術によって生み出された戦闘型の巨大な妖。
驚異的な鎧の頑丈さと再生能力を持ち、触れたところを侵食し壊していく能力も持つ。
もともと、人と人の作ったものを破壊するようにプログラムされている、戦闘用に作られた妖だが、制御できず妖力がなくなるまで暴れ続けるため失敗作とされた。奥久尼曰く町一つ、二つが消えかけるほどの力を持つとされ、奥久尼であっても黒兜を移動させるくらいしかできない。一方であまりに強力な力のため、よほどの神佑地でないと育たない。
扇一郎が派遣した箱使い兄弟によって、烏森に繭の状態で配置され、成長を開始してしまう。完全体になった直後プログラムに従い、烏森に眠る人間＝宙心丸に反応して攻撃を仕掛けたため、その怒りを買い烏森の力を奪われて崩壊した。
後に冥安によって日光耐性を付け命令を聞くようにした改良版が2体投入されたが、冥安と共に総帥の支配下に置かれ、銀魅によって両方とも細切れにされた。
無道（むどう）
元裏会最高幹部十二人会第七客。
元々は魂蔵持ちの人間だったが、土地神の力を吸い取るだけの能力を得るため妖となった。詳細は元幹部を参照。
闇暗行（やみあんこう）
名前の通りアンコウのような外見の妖。尾の部分に呪具がついており使い魔である。
レベルは低い妖だが体を覆う特殊な粘液と骨のない柔らかい体によって異界の崩壊にもたえられる。尾を使って攻撃する。
緋田郷の崩壊していく世界の中にいたが、良守に倒され、崩壊する世界に巻き込まれて消滅した。
壺骨海（つぼこっかい）
時子が倒した、烏森に出没した妖。
骸骨の頭と無限に伸びる反物のような体を持つ。なお、大本のつぼが弱点で壊れると同時に死ぬ。
このデザインは、妖コンテストグランプリに応募されたものである。
白丸（はくまる）・黒丸（こくまる）
研究室を参照。
妖曲斎
声 - チョー
アニメオリジナルキャラクター。着物をつけている狐のような妖。
術を使って妖を召喚するほか、煙幕を張ったり、鎌鼬を使える。
最終的には良守、時音、限の連携で倒された。
谷またぎ
アニメオリジナルキャラクター。谷をすみかとする妖。巨大で一つ目で角が生えている。
限に深手を負わせるほどの強さを持つ。限が仲間との連携を全く気にせずひとりで倒したため、間接的だが限が裏会で孤立する原因をつくったもののひとつである。
火土竜（ひもぐら）
アニメオリジナルキャラクター。
文字通りモグラのような姿で尻尾から火が出ている。
野守（のもり）
アニメオリジナルキャラクター。
巨大な芋虫のような姿の妖。
黒芒楼に飼われている妖で、無限に飲み食いできる能力を持つ。その能力を使い無色沼の水を飲み干した。
矢影（やかげ）
アニメオリジナルキャラクター。
細長く黒い体をしている妖でかなりすばしっこく知能は低い。
攻撃方法はするどい体で相手を貫くことだが作中では使われなかった。
碧闇が烏森を調べる際に囮として使われた。
龍蜂（りゅうばち）
アニメオリジナルキャラクター。
外見は大きいスズメバチのような妖で複数いる。
攻撃方法は連続して放たれる毒針。
最終的に時音、轟、巻緒、武光の四人に倒された。
影斬
アニメオリジナルキャラクター。
影となって自在に地面を動くことができる。ただし影の中を移動することができない。
2回目の黒芒楼襲来に参加した。